# Inza
Inza (ros. И́нза) – miasto w Rosji, w obwodzie uljanowskim. W 2010 roku liczyło 18 803 mieszkańców.